# أندي تومسون (لاعب كرة قدم بريطاني)
أندي تومسون (بالإنجليزية: Andy Thompson)‏ (9 نوفمبر 1967 في المملكة المتحدة - ) هو لاعب كرة قدم بريطاني في مركز الظهير. لعب مع شروزبري تاون وكارديف سيتي ونادي ترانمير روفرز لكرة القدم ووست بروميتش ألبيون ووولفرهامبتون واندررز ونادي هدنسفورد تاون.

## وصلات خارجية
- أندي تومسون على موقع قاعدة بيانات كرة القدم.إي يو (الإنجليزية)
- أندي تومسون على موقع Soccerbase.com (لاعب) (الإنجليزية)